# Inviolate
Inviolate es el noveno álbum de estudio en solitario del guitarrista estadounidense Steve Vai, lanzado el 28 de enero de 2022. Se trata del primer álbum de estudio de Vai en seis años, tras Modern Primitive de 2016. En la portada del trabajo aparece el propio Steve Vai con una creación exclusiva para el primer track del álbum, "Teeth Of The Hydra", un instrumento de tres mástiles conocido como "The Hydra".

## Lista de canciones
1. "Teeth Of The Hydra" - 5:13
2. "Zeus In Chains" - 4:39
3. "Little Pretty" - 6:40
4. "Candlepower" - 3:31
5. "Apollo In Color" - 4:19
6. "Avalancha" - 5:10
7. "Greenish Blues" - 6:07
8. "Knappsack" - 5:19
9. "Sandman Cloud Mist" - 6:01